# オスラム
オスラム（OSRAM GmbH）は、ドイツのミュンヘンに本社をおき、LEDなどの光半導体（オプトセミコンダクター）や、車載用ランプ、蛍光ランプなどの照明機具を製造・販売する照明メーカー。2020年にオーストリアのamsに買収された後、amsは社名をams-OSRAM AGを変え、オスラムはその子会社となっている。

## 概要
2015年度売上高55.7億ユーロ、純利益1.7億ユーロの企業で、計40000人以上の従業員を抱える大企業である。最大拠点であるドイツの他、アメリカ、中国、ロシア、スロバキア、マレーシアに製造・販売拠点を持つ。2016年1月現在、代表者は最高経営責任者 (CEO) オーラフ・ベルリーン（Olaf Berlien ）。オーラフ博士は1962年ベルリン生まれ、IBM・ティッセンクルップ等の企業に勤めた。
1906年、オスラムの商標登録が完了、ブランドが誕生（登録番号：86.924）。OSRAMという名称は1906年にドイツで登録された商標であるが、その由来は照明器具のフィラメントの製造に必要だった物質であるオスミウム（Osmium）のOSと、タングステンにあたるWolframのRAMを合わせたものである。
1919年、AEG、Siemens & Halske AGおよびDeutsche Gasglühlicht AGが電灯事業部を統合、製造活動を始めた。1993年にアメリカの管球メーカー、シルバニア（かつて日本電気と合弁していた）を傘下におさめており、北米ではシルバニアブランドで販売している。
1999年にインフィニオン・テクノロジーズとの合弁で始めたオプトセミコンダクター事業を、2001年に完全子会社化し、自動車向けなどの産業用オプトセミコンダクター事業を強化した。
1978年から2013年まで、シーメンスの100％子会社であったが、2013年7月に株式公開企業となり、2017年にシーメンスは残りの保有株式を売却した。2020年にamsがオスラムの株式の69％を買収、2021年、オスラムはams-OSRAM AG傘下のブランドとなった。

## 日本法人
日本法人はオスラム株式会社およびオスラムオプトセミコンダクターズジャパン株式会社。両法人とも神奈川県横浜市神奈川区に所在する。LEDや、ディスチャージヘッドランプ等の車載用光源、特殊照明・シアター照明用光源などの輸入・販売を手がけている。
1989年4月に三菱電機の照明部門が3つの会社として独立した。三菱電機照明が照明器具の製造と販売、オスラムとの合弁で設立されたオスラム・メルコ株式会社と三菱電機オスラム株式会社がそれぞれ一般向け照明用ランプの製造と販売を手がけていた。
2012年に合弁会社は三菱電機照明へ統合されてオスラム製品の取り扱いを終了し、2016年以降は光洋電機株式会社が総販売元として輸入･販売を行っている。